# Alejandro del Prado, el eslabón perdido
 Alejandro del Prado, el eslabón perdido  es una película documental de Argentina filmada en colores dirigida por Mariano del Mazo y Marcelo Schapces sobre su propio guion  que se estrenó el 15 de agosto de 2019.

## Sinopsis
Documental sobre la vida de Alejandro del Prado, un cantautor que grabó los discos, Dejo constancia (1982) y Los locos de Buenos Aires (1984), con los que se colocó  entre las figuras musicales sobresalientes de la década de 1980, para luego desaparecer de la vida pública con excepción de su tercer y hasta ahora último disco solista, Yo vengo de otro siglo, de 2008.

## Producción
Para dirigir el filme combinaron esfuerzos, Mariano del Mazo, un periodista especializado en música popular y muy aficionado a Del Prado, y Marcelo Schapces, productor, director y guionista de cine con varias películas documentales y de ficción en su haber. El filme recoge los testimonios del hermano y la hija de Del Prado para la parte afectiva y familiar y de artistas como  el poeta Jorge Boccanera, los músicos Rodolfo García y Dani Ferrón y el productor Diego Zapico, para el aspecto profesional, complementados con imágenes de archivo del programa televisivo Badía y compañía.

## Comentarios
Gaspar Zimerman en Clarín opinó:

” …uno de los grandes cantautores nacionales…uno de los grandes retratistas musicales de Buenos Aires…Del Prado, que a los 64 años sigue componiendo y asegura tener unas 300 canciones inéditas… La suya es una historia melancólica, secreta, marcada por las tempranas muertes de su padre, el gran dibujante Calé, y su mujer y compañera de ruta artística, Susana. La historia de un hombre que pudo subirse al tren del éxito y decidió tomar un camino diferente. El carácter del documental es análogo a la música de Del Prado: desprolijo, sinuoso, vital, emotivo. Y seguramente tocará una fibra sensible en quienes vivieron aquellos años de la primavera democrática, cuando todo parecía posible y Los locos de Buenos Aires y Aquella murguita de Villa Real eran parte de la banda de sonido de la esperanza.“